# Giro di Romagna 1943
Il Giro di Romagna 1943, ventunesima edizione della corsa, si svolse il 30 maggio 1943 su un percorso di 158 km con partenza e arrivo a Lugo. Fu vinto dall'italiano Mario Fazio, che completò il percorso in 4h12'00" precedendo i connazionali Elio Bertocchi e Andrea Giacometti; conclusero la prova 19 dei 36 ciclisti al via (su 53 iscritti).

## Resoconto degli eventi
La corsa si decise sulla salita del Monte Trebbio, la principale asperità di giornata, con l'attacco di Elio Bertocchi e Andrea Giacometti, e sulla successiva discesa, con il ricongiungimento sui fuggitivi di Mario Fazio, Egidio Marangoni e Diego Marabelli (Primo Volpi fu invece vittima di guai meccanici). Sul traguardo di Lugo fu Fazio a imporsi in una volata a cinque; sesto fu Luigi Malabrocca, primo dei dilettanti, a 4'50" dal vincitore.

## Ordine d'arrivo (Top 10)
| Pos. | Corridore          | Squadra         | Tempo    |
| ---- | ------------------ | --------------- | -------- |
| 1    | Mario Fazio        | Vis et Patria   | 4h12'00" |
| 2    | Elio Bertocchi     | Legnano         | s.t.     |
| 3    | Andrea Giacometti  | -               | s.t.     |
| 4    | Diego Marabelli    | Dop. Alfa Romeo | s.t.     |
| 5    | Egidio Marangoni   | Aquilano        | s.t.     |
| 6    | Luigi Malabrocca   | Dop. Ursus      | a 4'50"  |
| 7    | Giulio Bresci      | S.C. Taddei     | s.t.     |
| 8    | Primo Volpi        | S.S. Tempora    | s.t.     |
| 9    | Domenico Pedevilla | D. Ferr. Genova | s.t.     |
| 10   | Primo Zuccotti     | Mil. Contraerei | a 9'00"  |